# Сръбска прогресивна партия на Република Сръбска
Сръбска прогресивна партия на Република Сръбска (на сръбски: Српска напредна странка Републике Српске) е сръбска политическа партия в Босна и Херцеговина, основана през 1997 година. Неин председател е Винко Перич.

## Програма
В програмата си партията е за постигането на пълно национално, духовно, културно, икономическо и политическо единство на сръбския народ. Възстановяването на Дейтънското споразумение от 1995 година с което Република Сръбска да стане независима държава.